# Ландрі Дімата
Ландрі Дімата (фр. Landry Dimata, нар. 1 вересня 1997, Мбужі-Маї) — бельгійський футболіст, нападник турецького «Самсунспора».

## Клубна кар'єра
Народився 1 вересня 1997 року в місті Мбужі-Маї, ДР Конго, але в ранньому віці переїхав з батьками до Бельгії. Вихованець юнацьких команд футбольних клубів «Сен-Мішель», «Брюссель», «Монс» та «Стандард» (Льєж). У сезоні 2015/16 залучався до тренувань з основним складом останньої команди, був у заявці на матчі, проте на полі так і не з'явився, через що так і не підписав професіонального контракту з клубом.
В липні 2016 року підписав контракт з бельгійським клубом «Остенде» за 600 тис. євро. 31 липня 2016 року Дімата дебютував у бельгійському чемпіонаті у поєдинку проти «Генка», вийшовши у стартовому складі і будучи заміненим на 64-ій хвилині. Загалом в новій команді провів один сезон, взявши участь у 24 матчах чемпіонату. Більшість часу, проведеного у складі «Остенде», був основним гравцем атакувальної ланки команди і одним з головних бомбардирів команди, маючи середню результативність на рівні 0,46 голу за гру першості, а також зробив дубль у фіналі Кубка Бельгії 2016/17, втім його команда поступилась в серії пенальті «Зюлте-Варегему» і трофей не здобула. Тим не менш Дімата був визнаний найкращим молодим гравцем чемпіонату.
Висока результативність молодого форварда зацікавила скаутів німецького «Вольфсбург», куди гравець і перебрався за 10 млн євро влітку 2007 року. Втім виступаючи у складі «вовків» за весь наступний сезон своєї ігрової кар'єри Дімата не забив жодного голу, зігравши 22 матчі у різних турнірах. Через це 2 липня 2018 року Ландрі був відданий в оренду з правом викупу в «Андерлехт». Повернувшись до Бельгії, Дімата знову показав свою високу результативність, забивши 13 голів у 20 іграх Про-ліги.
30 серпня 2022 року перейшов на правах оренди до нідерландського «Неймегену».

## Виступи за збірні
2013 року дебютував у складі юнацької збірної Бельгії, взяв участь у 21 іграх на юнацькому рівні, відзначившись 12 забитими голами.
З 2016 року залучався до складу молодіжної збірної Бельгії. На молодіжному рівні зіграв у 12 офіційних матчах, забив 7 голів.

## Титули і досягнення
- Найкращий молодий гравець чемпіонату Бельгії: 2016–17